# Naftoli
Naftolii, denumiți și hidroxi-naftaline, sunt derivați ale naftalinei unde au avut loc substituiri cu grupări hidroxilice (-OH). Naftolii reacționează din punct de vedere chimic asemănător fenolilor, nu se dizolvă însă la fel de ușor ca aceștia în apă rece. Naftolii ca și fenolii au un caracter ușor acid, dizolvați în prealabil în hidroxid de sodiu dizolvarea în apă devine mai bună. Se dizolvă ușor  în solvenți organici ca etanol, eter, benzol. 
Formele cele mai frecvente de naftoli sunt α- și β-naftolul, denumiți și 1-naftol și 2-naftol:

1- sau α-naftol
2- sau β-naftol

|  | Această pagină listează articolele despre compuși chimici care au asociată aceeași denumire. |